# Ngộ Không (thiền sư)
Ngộ Không (tiếng Trung: 悟空; bính âm: Wukong; Wade–Giles: Wu2-k'ung1; 731 – 812), họ Xa, tên Phụng Triều (奉朝), pháp danh ban đầu Pháp Giới (法界), là một cao tăng thời nhà Đường trong lịch sử Trung Quốc.

## Thân thế
Xa Phụng Triều là người huyện Vân Dương, phủ Kinh Triệu, lân cận kinh đô Trường An. Ông là hậu duệ của Hoàng tộc Thác Bạt nhà Bắc Ngụy thời Nam Bắc triều.

## Đến Ấn Độ
Năm 750, sứ giả Vương quốc Kāpīśi đến Trường An yêu cầu kết minh với nhà Đường. Năm 751, Đường Huyền Tông phái Trương Thao Quang dẫn đầu sứ đoàn gồm 40 người đi sứ Tây Vực, trong đó có Xa Phụng Triều.
Sứ đoàn đi theo con đường cũ của Cao Tiên Chi. Tuyến đường được xây dựng từ năm 747, bắt đầu từ Kashgar (Khách Thập), băng qua dãy núi Pamir (Thông Lĩnh), lần lượt qua các trạm Shighnan, Wakhan (Humi), Yasin (Juwei), Helan, Lansuo, Gilgit (Yehe), Uddiyana (Ô Trường; nằm trong thung lũng Swat), và hai trạm cuối ở sông Ấn.
Ngày 15 tháng 3 năm 753, sứ đoàn đến được Gandhāra, thủ phủ phía đông của Kāpīśi. Khi tới nơi, Xa Phụng Triều bị ốm nặng và không thể trở về Trung Hoa cùng sứ đoàn. Theo một số nguồn, khi bị bệnh, ông cầu nguyện rằng nếu khỏi sẽ xuất gia làm hòa thượng.

## Xuất gia
Năm 757, ở tuổi 27, Xa Phụng Triều xuất gia ở Kāpīśi, pháp hiệu Dharmadhātu (達摩馱都; Đạt Ma Đà Đô) hay Pháp Giới trong tiếng Hán. Pháp Giới ở lại Gandhāra trong 4 năm. 2 năm tiếp theo, Pháp Giới đến vương quốc Kaśmīra. Ông sống tiềm tu, nghiên cứu Phật học và thực hành luật tạng ở một tu viện nằm ở làng Uskar (Hușkapura), ở phía tây Kashmir, gần con đường nối tới Gandhāra. Tại đây, ông được dẫn dắt bởi ba vị đại sư theo trường phái Mūlasarvāstivāda. Tu viện đó có thể do vua Lalitaditya Muktapida của Đế chế Karkoṭa xây dựng.
Từ năm 764, Pháp Giới bắt đầu cuộc hành hương đi xuống phía nam (Trung Ấn), nhằm mục đích cầu học và nghiên cứu tiếng Phạn. Ông lần lượt đi qua Kapilavastu, Varanasi, Vaisali, Devavatara (Kapitha), Sravasti, Kusinagara. Pháp Giới dừng chân 3 năm ở một tu viện thuộc Nalanda. Sau đó, ông trở về Gandhāra, đi qua nhiều tu viện khác nhau ở thành phố và viếng thăm những chốn linh thiêng của Phật giáo.

## Trở về quê hương
Sau nhiều năm lưu lạc, Pháp Giới cảm thấy nhớ quê hương, bạn bè thân thích, tạo thành chấp niệm. Pháp Giới xin sư phụ Xá Lỵ Việt Ma (舍利越魔) để bản thân về nước. Sư phụ ban đầu không đồng ý, nhưng sau cùng vẫn chấp thuận. Trước khi đi, Pháp Giới được đưa tặng ba bộ kinh Phật (viết bằng tiếng Phạn) và một hạt xá lợi (răng Phật).
Pháp Giới lựa chọn đi theo tuyến đường Hành lang Wakhan ngày nay, đầu tiên đi qua Tokharistan (tức Bactria) để trở về Kashgar (thuộc Sơ Lặc), qua Khotan (Vu Điền). Ông ở lại Vu Điền sáu tháng rồi tiếp tục hành trình đến Kucha (Quy Từ), thủ phủ của An Tây tứ trấn. Ở Kucha, Pháp Giới nhận lời thỉnh cầu của các nhà sư chùa Liên Hoa (莲花寺), ở lại một năm để giảng pháp, dịch cuốn Thập lực kinh (十力经). Sau một năm, Pháp Giới lại xuất phát đến Karashahr (Yên Kỳ), rồi từ đây mất ba tháng để đến Đình Châu (Bechbaliq), thủ phủ của Bắc Đình đô hộ phủ. Ở đây, ông được Bắc Đình Tiết độ sứ, Ngự sử đại phu Dương Tập Cổ (杨袭古) trân trọng tiếp đãi. Tập Cổ cũng là một tín đồ sùng kính đạo Phật, nên đã mời Pháp giới cùng cao tăng Tây Vực Thi La Đạt Ma và các chân tu chùa Long Hưng cùng nhau dịch các quyển kinh Thập địa kinh, Hồi hướng luân kinh (回向轮经). Hoạt động dịch thuật kéo dài hơn mười năm, đến 13 tháng 9 năm 789 mới hoàn thành.
Năm 789, vì nhớ quê hương nên ngay sau khi hoàn thành dịch kinh, Pháp Giới vội vã lên đường, cùng quan viên nhà Đường là Đoàn Tú Minh, Ngưu Hân, Trình Ngạc băng qua lòng chảo Tarim theo con đường Hồi Hột để đến kinh đô Trường An. Vì thiền vu Hồi Hột không tin đạo Phật, nên bản gốc của các bộ kinh được lưu giữ ở chùa Hưng Long. Pháp Giới chỉ mang xá lợi cùng bản dịch đi theo.
Tháng 2 năm 790, Pháp Giới trở về Trường An sau 40 năm xa cách. Nhờ hoạn quan Đậu Văn Tràng tấu xin, ông được vua Đường Đức Tông triệu kiến, dâng lên xá lợi cùng kinh Phật. Đức Tông cho Pháp Giới vào ở chùa Chương Kính (trong kinh đô Trường An) và ban cho ông pháp hiệu Ngộ Không. Lúc này khi đã ngoài 60 tuổi, thiền sư Ngộ Không mới có cơ hội trở về thăm nhà, nhưng lúc này cha mẹ, con cháu, thân nhân của ông đều không còn một ai còn sống.
Ngày 23 tháng 1 năm 812, thiền sư Ngộ Không viên tịch ở chùa Hộ Pháp (Trường An), táng ở đỉnh núi Tha Nga, cho xây chùa Chấn Tích kỷ niệm. Đường Đức Tông sau khi băng hà đặt Sùng Lăng ở núi này. Năm 800, cao tăng Viên Chiếu phụng sắc biên soạn Trinh Nguyên Thích giáo lục (贞元释教录) thu thập toàn bộ 10 quyển kinh mà Ngộ Không dịch. Tăng Viên Chiếu lại soạn Ngộ Không nhập Trúc ký, ghi chép tỉ mỉ hành trình đem kinh điển trở về nước của ông. Năm 860, Đường Ý Tông cho sửa lại chùa Chấn Tích, cho dựng tháp Ngộ Không thiền sư trong chùa. Tháp cao 13,3 mét, dưới chân có phiến đá khắc lại cuộc đời thiền sư Ngộ Không, được tỉnh Thiểm Tây xếp vào di tích cần được bảo hộ.

## Nhận xét
Xuất thân từ một người lính nên nhiều khả năng thiền sư Ngộ Không vốn không được học hành đầy đủ. Tuy nhiên, nhờ ý chí và nghị lực, ông đã vượt qua mọi gian khổ, đóng góp nhất định cho quá trình giao lưu văn hóa của Trung Quốc với các quốc gia bên ngoài. Tiểu sử của ông dù do người khác biên soạn lại, nhưng cũng là một tư liệu quý cho việc nghiên cứu về tình hình chính trị Trung Á và con đường tơ lụa vào thế kỷ 8.
Thiền sư Ngộ Không được xem là một trong những nguyên hình của nhân vật Tôn Ngộ Không trong tiểu thuyết Tây du ký.